# Isak Spornberg
Carl Isak Spornberg, född 1766 i Finska församlingen, Stockholm, död omkring 1830, var en finlandssvensk målare.
Han var son till kramhandlaren Isaac Spornberg och Anna Elisabeth Stierna samt bror till Adolf Fredrik och Jacob Spornberg samt systerson till konstnären Peter Henrik Stierna. Spornberg skrevs tillsammans med sina bröder in som elev vid Konstakademien i Stockholm 1779. Som konstnär nådde han inte samma framgång som sin bror Jacob Spornberg. 